# Joanny Farfouillon
Jean Jacques Farfouillon dit Joanny Farfouillon, né le 13 décembre 1823 à Lyon et mort le 23 novembre 1876  à Saint-Genis-Laval, est un architecte français. Il est le fils de l’architecte François-Jacques Farfouillon.

## Biographie
Farfouillon entre à l'École des beaux-arts de Lyon le 3 novembre 1844 où il suit les cours de Chenavard puis à l'école des beaux-arts de Paris en 1847.
En 1852, il épouse la Lyonnaise Anaïs Blanc (1832-1905), fils du négociant François Blanc (1790-1862), issu d'une famille de bourgeois de Lyon.

## Réalisations
Il réalise les travaux d'architecture suivants :
- château de la Pape en 1864  pour Henri Germain (fondateur du Crédit-Lyonnais);
- église du Crozet en 1852 ;
- église de Lurcy en 1860 ;
- église de Saint-Cyr-sur-Menthon en 1867 ;
- château de la Bécassinière en 1867 (Ain) pour Gustave Arlès-Dufour ;
- maison Tresca-Chardini à Lyon, avenue de Noailles ;
- mairie-école de Sourcieux-les-Mines en 1869.

## Distinction
Il fait partie de la société académique d'architecture de Lyon.